# Andrzej Korzec
Andrzej Korzec − polski malarz (ur. 1959 w Żarach).

## Życiorys
Studia malarstwa odbył w pracowni profesora Jana Szancenbacha w Akademii Sztuk Pięknych w Krakowie, po czym w 1989 r. uzyskał dyplom. W latach 1996–2002 pełnił funkcję prezesa Okręgu Rzeszowskiego ZPAP. Cykl wystaw "Piórkiem i pędzlem po Rzeszowie" powstał z jego inicjatywy, podobnie Międzynarodowy Plener Malarsko-rzeźbiarski "Rakszawa" i "Orzechówka". Należy do Towarzystwa Przyjaciół Sztuk Pięknych w Przemyślu. Wziął również udział w polsko-francuskim projekcie "Piękno natury" w Les Arcys, Volgré (Francja) w 2006. W 1996 otrzymał stypendium Ministra Kultury i Sztuki, a 6 lat później Burmistrza Klagenfurtu.